# Eckhard Vorholt
Eckhard Vorholt (* 18. Oktober 1967) ist ein ehemaliger deutscher Fußballspieler.

## Karriere
Vorholt spielte nach dem Aufstieg mit dem SV Meppen aus der Oberliga Nord in die 2. Bundesliga 1987 drei Jahre mit den Emsländern in der zweithöchsten deutschen Spielklasse. 1990 ging er zu Bayer 05 Uerdingen in die Bundesliga. Noch in der Winterpause kehrte er zum SV Meppen zurück, bei dem er bis 2000 spielte. Danach ließ er seine Karriere beim TuS Lingen ausklingen.
Nach der Fußballkarriere kam Vorholt in die Versicherungsbranche. Seit 2019 arbeitet er in einer LVM-Agentur in Herzlake.